# Joseph Muscat
Joseph Muscat (Pietà, Malta, 22 de enero de 1974) es un político maltés del Partido Laborista, que desde el 10 de marzo del 2013 hasta el 13 de enero de 2020 fue primer ministro de Malta, al ganar las elecciones. Previamente, fue líder de la oposición desde el 6 de junio de 2008, hasta la fecha que se convirtió en el nuevo primer ministro. Su salto a la política de alto nivel fue como diputado del Parlamento Europeo desde 2004 hasta 2008.

## Biografía
Muscat se formó en una escuela religiosa. Estudió secundaria en San Aloysius College de Malta y se licenció en Empresariales (1995) y Ciencias Políticas (1996) en la Universidad de Malta. También realizó un Máster en Estudios Europeos en la misma Universidad, en 1997. Y un doctorado en Gestión en Investigación en la Universidad de Bristol, en 2007, con la tesis del Fordismo, Multinacionales y Pymes en Malta.

### Periodismo
Trabajó algún tiempo en el sector financiero antes de trabajar como periodista en la emisora de radio del partido, Super One Radio (actual One Radio). Después ocupó un puesto similar en la Super One TV (actual One TV), convirtiéndose en 1995 en el jefe del departamento de Noticias. También escribió en el periódico en línea del partido, maltastar.com, entre 2001 y 2004. Muscat trabajó regularmente como columnista en l-Orizzont, un periódico en lengua maltesa publicado por la Unión General de Trabajadores y su hermana Sunday semanalmente it-Torca, y fue contribuidor regular en The Times, un periódico independiente publicado en inglés en Malta.

### Política

#### Inicios
Muscat formó parte de las Nuevas Generaciones del Partido Laborista, las Fórum de las Juventudes Laboristas (Forum Żgħażagħ Laburisti) donde trabajó como secretario financiero (1994-1997) y presidente interino (1997). Después trabajó como secretario educativo en la Administración Central del Partido (2001-2003) y presidente de la Conferencia General Anual (noviembre de 2003). Durante el Gobierno laborista de 1996-1998, fue miembro de la Comisión Nacional para la Moralidad Fiscal (1997-1998). 
En 2003 fue nominado para formar parte de un grupo de trabajo dirigido por George Vella y Evarist Bartolo en la política del Partido Laborista en la Unión Europea. El grupo realizó un documental Il-Partit Laburista u l-Unjoni Ewropea: Għall-Ġid tal-Maltin u l-Għawdxin ('Partido Laborista y la Unión Europea: Para el beneficio de los habitantes de Malta y los Gozitans') adoptado por el Partido Laborista en su Conferencia General Extraordinaria, en noviembre de ese año. Allí Muscat fue elegido candidato a las elecciones del Parlamento Europeo.

#### Diputado en el Parlamento Europeo (2004-2008)
Muscat logró un escaño de diputado en el Parlamento Europeo en la elecciones al Parlamento Europeo de 2004 elecciones en las que el Partido Laborista resultó ganador. En el Parlamento Europeo, con el Partido Socialista Europeo fue Vicepresidente del Comité en Negocios Monetarios y Económicos del Parlamento Europeo y miembro sustituto del Comité en Mercado Interior y Protección al Consumidor. Fue miembro de varias delegaciones para las relaciones con Bielorrusia y los países del sureste de Europay  miembro del los Comités para la Cooperación Parlamentaria en EU-Armenia, EU-Azerbaiyán y EU- Georgia.
Diputado europeo apoyó una reducción de impuestos en la Televisión por satélite, los derechos para los consumidores vean eventos deportivos de forma gratuita, y una serie de cuestiones relacionadas con la protección del Medio Ambiente en Malta. Formó parte del equipo responsable de un informe sobre las tarifas itinerarias de móvil, cuentas y venta de bancos.
Muscat renunció a su escaño en el Parlamento Europeo en 2008 para ocupar un escaño en la Parlamento de Malta, y a su vez, el puesto de Líder de la Oposición. Cuatro meses antes, había sido votado en las Listas del Partido Laborista. Antes de su dimisión, propuso nuevas normas para el sector financiero de la UE que fue adoptada por el Parlamento Europeo.

### Líder del Partido Laborista (2008-2020)

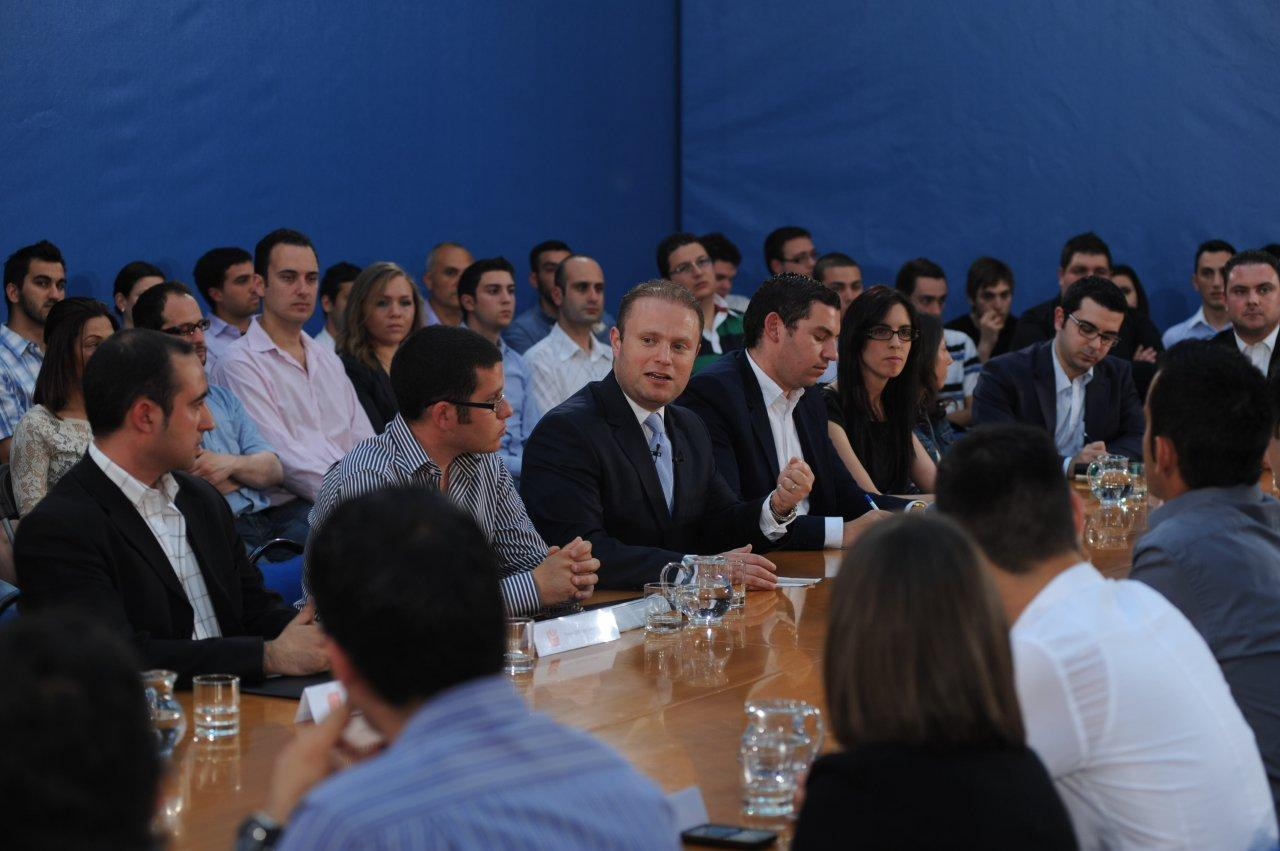
Joseph Muscat explicando sus propuestas a las Nuevas Generaciones del partido

El 24 de marzo de 2008, Muscat anunció su candidatura para liderar el partido en sustitución de Alfred Sant que había dimitido después de su tercera derrota consecutiva, tras las Elecciones Generales de Malta de 2008 y una dura derrota en el referéndum de la UE de marzo de 2003.
Aunque no era un miembro de la Parlamento de Malta, Muscat fue elegido como nuevo líder del partido el 6 de junio de 2008. Asumió el puesto de jefe de la oposición sustituyendo a Joseph Cuschieri en el Parlamento maltés el 1 de octubre de 2008. Al asumir el liderazgo del partido modificó el nombre y el emblema de la formación política.
En las Elecciones al Parlamento Europeo de 2009, las primeras con Muscat al frente del Partido Laborista los candidatos obtuvieron el 55%, frente al 40% del Partido Nacionalista.
Muscat ganó las Elecciones Generales de Malta por primera vez, el 10 de marzo de 2013 con el 55% de los votos, el mayor margen de una formación política en Malta desde 1964. Juró como primer ministro de Malta el 11 de marzo de 2013.

### Primer ministro de Malta (2013-2020)
Muscat fue elegido primer ministro en las Elecciones Generales de Malta del día 10 de marzo de 2013, derrotando a Lawrence Gonzi del Partido Nacionalista, su predecesor en el puesto. El Partido Laborista ganó los comicios por unos 36.000 votos. En las elecciones del 5 de junio de 2017, volvió a ganar.
Entre los hitos durante su mandato estuvo la legalización del matrimonio homosexual.

#### Asesinato de Daphne Caruana
En 2017 la periodista Daphne Caruana publicó en su blog que la esposa de Muscat era la última beneficiaria de una empresa secreta en Panamá. Resultó un duro golpe para Muscat quien tuvo que anticipar las elecciones. En una biografía Muscat señaló que fue "el peor día de su vida". A pesar de la presión en su contra, la periodista siguió investigando y publicando información sobre las supuestas vinculaciones maltesas con los Papeles de Panamá. Antes de morir denunció corrupción a los más altos niveles en el Gobierno acusando directamente a Keith Schembri, jefe de Gabinete del primer ministro. Las últimas frases de Daphne Caruana fueron: “Hay criminales allá donde miras. La situación es desesperada”. La periodista fue asesinada con una bomba debajo del asiento de su coche colocada por asesinos a sueldo a cambio de 150.000 euros.
El asesinato conmocionó al país y se cuestionaron el funcionamiento de las instituciones. El magnate Yorgen Fenech detenido por su supuesta implicación en el asesinato apuntó directamente al ya exjefe de gabinete.
El 1 de diciembre de 2019, tras las repercusiones que generó el asesinato de la periodista Daphne Caruana Galizia en 2017, anunció que dimitiría del cargo el 18 de enero de 2020. Finalmente dejó el cargo el 13 de enero.